# Werner Lang
Pour les articles homonymes, voir Lang.
Werner Lang, né le 23 mars 1922 à Bermsgrün près de Schwarzenberg/Erzgeb en Allemagne et mort le 17 juin 2013 à Zwickau en Allemagne, est un ingénieur allemand. Il est l'un des concepteurs de la Trabant 601 (automobile) du constructeur AWZ.

## Biographie

### Jeunesse et formation
Werner Lang naît dans le Land de Saxe, un état de l'Allemagne. Il est apprenti avant d'entreprendre des études d'ingénierie automobile à Zwickau en 1940. En 1944, il quitte le pays pour rejoindre la résistance italienne. Il reprend ses études après la Seconde Guerre mondiale et obtient son diplôme en 1949,.

### Carrière professionnelle

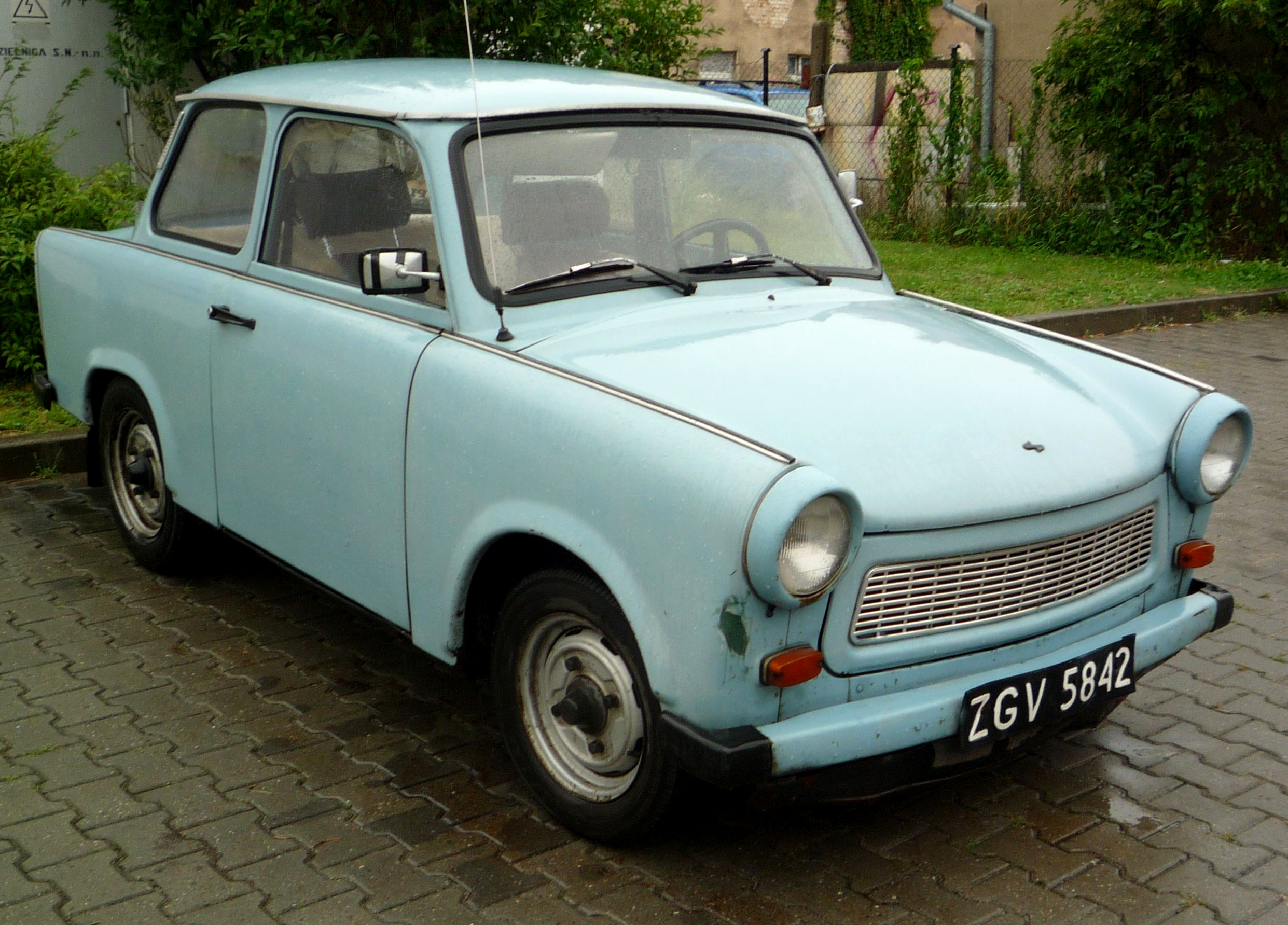
Une Trabant 601 des années 1980.

Après la création de la République démocratique allemande, Lang travaille pour le constructeur automobile Horch, qui fait partie de Auto Union. Il est nommé directeur technique en 1951, puis chef du bureau d'études (chief designer) du constructeur VEB Sachsenring Automobilwerk Zwickau (AWZ), fondé en 1958. Les premières Trabant, modèles P50 et P60, sont produites entre 1958 et 1965. Elles disposent d'une carrosserie en Duroplast, un matériau composite. La Trabant 601 leur succède en 1964. En 1966, Lang termine sa thèse, consacrée à la construction automobile, et obtient un doctorat de l'Université technique de Dresde. Entre 1970 et 1983, Werner Lang est directeur des sciences et de la technologie et responsable du développement de la Trabant. 3 millions d'exemplaires du modèle 601 sont produits et la « Trabi » devient le véhicule emblématique de l'ex-Allemagne de l'est,. Lang et ses collègues conçoivent plusieurs prototypes pour la remplacer, mais ils sont rejetés pour des raisons de coût,.

## Distinctions
Werner Lang reçoit le prix national de la République démocratique allemande (troisième classe) en 1954, puis la décoration de seconde classe en 1974. En 2008, la Martin-Römer-Ehrenmedaille of Zwickau lui est attribuée.